# Escut d'armes del Districte de Rhein-Berg
La part superior de l'escut d'armes del Districte de Rhein-Berg mostra la situació geogràfica del districte, prop de la vall de Rin (la banda platejada simbolitza el riu Rin). El símbol prové de l'escut d'armes de l'antiga província prussiana de Renània. A la part esquerra, es creu que les dues barres simbolitzen un castell. Eren usades pel Comtat de Berg cap a l'any 1100. Quan l'any 1225, el Duc de Limburg va adquirir el ducat, va introduir el seu senyal a l'escut: el lleó vermell amb la llengua blava.